# Programa de Estabilidade e Crescimento
Os Programas de Estabilidade e Crescimento (PECs) são os quatro programas apresentados pelo XVIII Governo Constitucional de Portugal para combater a crise de sobre-endividamento do Estado Português.
O primeiro PEC, que ficaria conhecido como PEC 1, foi apresentado em Março de 2010. Este contava com medidas de corte na despesa pública consideradas necessárias para o período 2010-2013.
O segundo PEC, que ficaria conhecido como PEC 2 nasceu da necessidade de reajustar as medidas aprovadas pelo PEC I passados dois meses, em Maio de 2010. Previa mais cortes orçamentais e o aumento do IVA.
Passados quatro meses, em Setembro de 2010, foi aprovado um novo PEC pouco tempo antes da aprovação do Orçamento de Estado para 2011. Este previa cortes ainda maiores que os seus dois antecessores.
O quarto projecto de PEC nunca chegou a ser aprovado dado que os partidos da oposição, PSD, CDS-PP, CDU e B.E. o chumbaram em bloco quando o executivo liderado por José Sócrates o apresentou na Assembleia da República. O chumbo deste projecto levou o Primeiro-ministro a demitir-se e o Presidente da República de Portugal a convocar eleições antecipadas: foram as eleições legislativas portuguesas de 2011, vencidas pelo PSD.